# Saint-Laurent-sur-Sèvre
Saint-Laurent-sur-Sèvre ist eine französische Gemeinde mit 3.613 Einwohnern (Stand: 1. Januar 2022) im Département Vendée in der Region Pays de la Loire.

## Geografie
Die Gemeinde liegt rund 60 Kilometer südöstlich von Nantes an der Grenze zum benachbarten Département Deux-Sèvres der Region Nouvelle-Aquitaine. Der Gemeindehauptort wird vom Fluss Sèvre Nantaise durchquert. Nachbargemeinden sind:
- Mauléon im Nordosten und Osten (Dép. Deux-Sèvres),
- Treize-Vents im Südosten,
- Saint-Malô-du-Bois im Süden,
- Chanverrie im Westen und
- Mortagne-sur-Sèvre im Nordwesten.

An der nördlichen Gemeindegrenze mündet der Ouin als rechter Nebenfluss in die Sèvre Nantaise.

### Verkehrsanbindung
Die Verbindung mit den nördlichen und südlichen Nachbargemeinden wird über die Départementsstraße D752 hergestellt. Von Nordwest nach Südost verläuft die Nationalstraße N149, die von Mortagne-sur-Sèvre nach Bressuire führt. Ganz im Westen wird das Gemeindegebiet von der Autobahn A87 berührt. Außerdem führt auch noch die Eisenbahnlinie Train de Fer de la Vendée, die heute nur mehr touristisch genützt wird, durch die Gemeinde, die einen Weiler namens „La Gare de Saint-Laurent“ besitzt.

## Bevölkerungsentwicklung
| Jahr      | 1968 | 1975 | 1982 | 1990 | 1999 | 2006 |
| Einwohner | 2545 | 2835 | 3208 | 3247 | 3312 | 3411 |